# Giorgio Grassi
Giorgio Grassi (Milão, 27 de outubro de 1935) é um dos arquitetos ilalianos modernos mais importantes da atualidade, pelo impacto da sua obra construída e, pelo conjunto de reflexões em torno da historicidade na arquitetura, a escrita. Fez parte da Escola Italiana Racionalista, movimento conhecido como a La Tendenza e que surgiu na década de sessenta do século passado e que teve, entre os seus integrantes,  Carlo Aymonino e Aldo Rossi. Influenciada por Ludwig Hilberseimer, Heinrich Tessenow e Adolf Loos, a arquitetura de Grassi é a mais severamente racional do grupo: a sua produção prática é de pura simplicidade, de grande clareza formal, de uma honestidade sem bajulação e de uma grande retórica; geralmente a sua obra refere-se a arquétipos históricos sobre a forma e o espaço e possui um grande sentido de integração com o espaço urbano e o contexto em que se insere. Por estas razões, Grassi é considerado um não-conformista e um crítico da arquitetura convencional e tradicional.

## Carreira

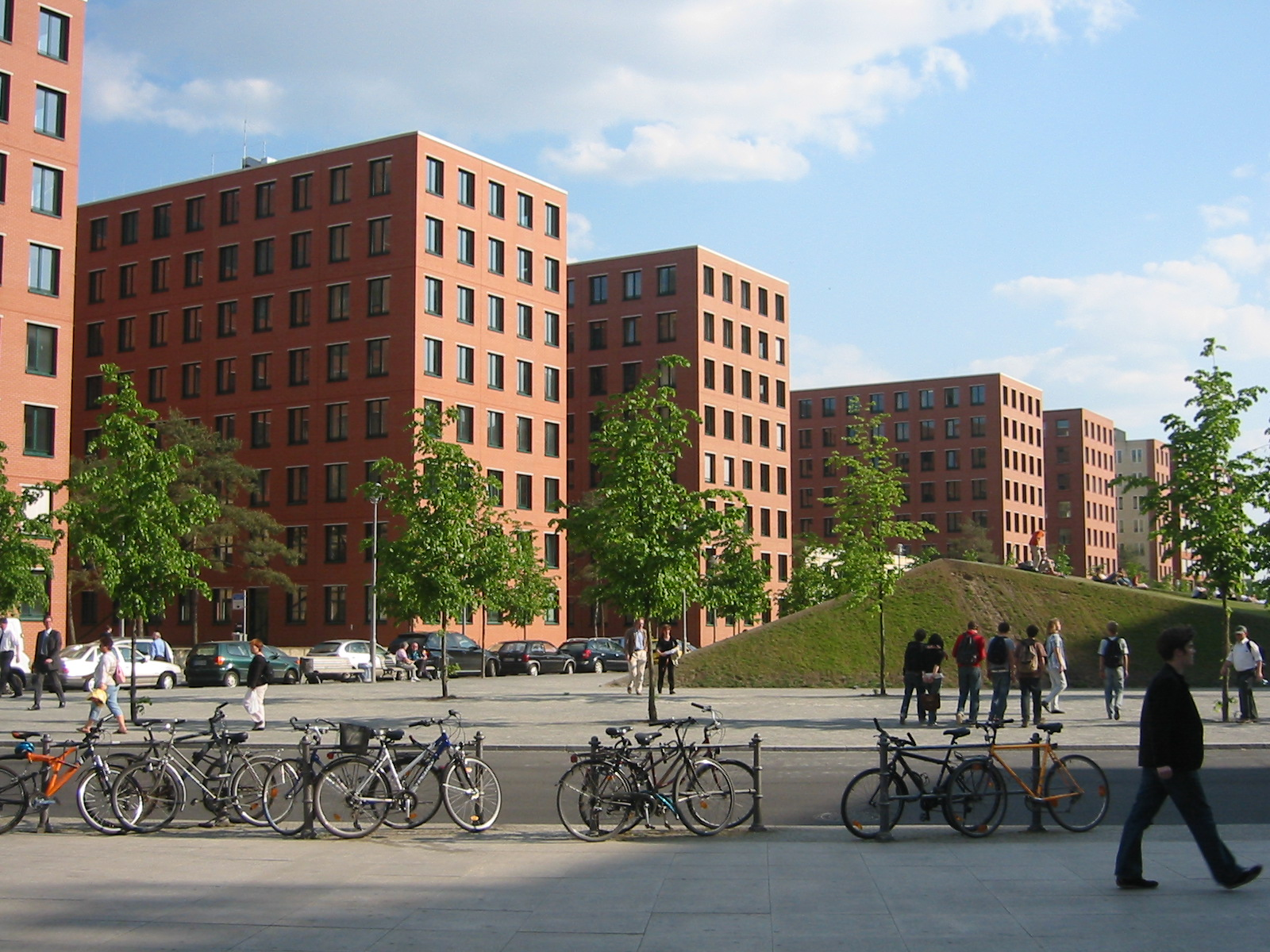
Building complex at Potsdamer Platz, Berlin (1993).

Grassi nasceu na cidade de Milão, em Itália.  Estudou arquitetura na universidade Politécnica de Milão, finalizando o curso em 1960. Trabalhou para a famosa revista Casabella-continuità durante três anos, desde 1964 até 1967, e foi professor em várias universidades, onde se destaca o seu trabalho de docência, desde 1965, no Politécnico de Mião. Grassi notabilizou-se pelos seus escritos, sendo The Logical Construction of Architecture (1967), Architecture as a Craft (1979) os seus textos mais notáveis e com maior impacto. Com Aldo Rossi, Grassi defendeu que a arquitetura tinha que olhar para dentro de si como uma metodologia autónoma, separada dos acontecimentos políticos, económicos, sociais e tecnológicos.
Descrita como severamente racional, a arquitetura de Grassi também incorpora uma sensibilidade à arquitetura clássica e neo-clássica (Alberti, Schinkel), mas é, ao mesmo tempo profundamente influenciado pelo movimento moderno, especialmente na Alemanha e na Áustria. As intervenções de Grassi são caraterizadas pelo uso de tijolos expostos na maioria dos seus edifícios, bem como janelas quadradas. Manfredo Tafuri também influenciou Grassi, bem como todo o movimento La Tendenza.

## Projetos
- 1960 Casa abbinate a Capo Migliarese presso Bordighera
- 1961 Unità residenziale in via Tibaldi a Milano
- 1961 Casa d'abitazione in via Leopardi a Milano
- 1962 Ristrutturazione urbanistica del litorale di Roseto degli Abruzzi
- 1962 Casa unifamiliare sul lago
- 1962 Casa a Vello di Marone sul Lago d'Iseo
- 1962 Scuola speciale nel parco della Villa Reale di Monza
- 1963 Albergo al Passo di Monte Croce di Comelico
- 1963 Comparto edilizio n. 16 a Milano
- 1964 Complesso scolastico destinato alla nuova scuola media. Bologna
- 1965 Monumento ai caduti per la resistenza a Brescia
- 1965 Unità residenziale a Napoli
- 1966 Unità residenziale San Rocco a Monza
- 1966 Ristrutturazione di un edificio monumentale in via Azario a Pavia
- 1968 Laboratorio per la fabbricazione di apparecchiature per ricerche biologiche a Paullo
- 1969 Sistemazione ad aula consiliare della sala d'onore del Castello di Abbiategrasso
- 1969 Scuola media San Sabba a Trieste
- 1970 Restauro e riabilitazione come sede municipale del Castello di Abbiategrasso
- 1972 Proposta di ristrutturazione degli isolati di maglia quadrata a Pavia
- 1972 Unità residenziale sul fiume in Borgo Ticino a Pavia
- 1972 Unità residenziale ad Abbiategrasso
- 1974 Palazzo per uffici regionali a Trieste
- 1975 Scuola media a Tollo
- 1975 Proposta di localizzazione del palazzo della Regione nel Centro Direzionale di Milano
- 1976 Casa dello studente dell'Università di Chieti
- 1977 Scuola elementare di Bergoro a Fagnano Olona
- 1978 Casa unifamiliare a Fagnano Olona
- 1978 Casa per quattro fratelli a Miglianico
- 1979 Mattatoio comunale a Miglianico
- 1980 Restauro e riabilitazione come sede municipale del Castello di Fagnano Olona
- 1981 Lützowplatz a Berlino
- 1981 Piano di recupero del centro storico di Teora
- 1981 Chiesa madre di Teora
- 1983 Casa in Rauchstrasse a Berlino
- 1983 Restauro e riabilitazione come museo municipale del Palacio de Almudin a Xàtiva
- 1983 Restituzione del Bellveret di Xàtiva
- 1984 Palazzo Prinz-Albrecht a Berlino
- 1985 Restauro e riabilitazione del teatro romano di Sagunto
- 1985 Museo archeologico e restauro del foro romano a Sagunto
- 1986 Ristrutturazione del complesso di Valmarina come sede del Consorzio parco dei colli a Bergamo
- 1986 Un progetto per Marburg
- 1987 Isola artificiale nel verbindingskanaal a Groningen
- 1987 Progetto per Milano/Bovisa per la XVII Triennale di Milano
- 1988 Piazza Matteotti-la Lizza a Siena
- 1988 Padiglione Italia ai Giardini di castello per la Biennale di Venezia
- 1988 Ristrutturazione di un antico palazzo in calle Caballeros a Valencia
- 1989-92 Biblioteca pubblica di Groningen
- 1989 Municipio di Gavà
- 1990 Biblioteca universitaria e settore nord-ovest de Politecnico di Milano
- 1990-98 Biblioteca per il Nou Campus a Valencia
- 1990 Biblioteca comunale nel sito di Porta Volta a Milano
- 1990 Un progetto per Berlino:«Grotewohlstrasse, Haus der Ministerien»
- 1991 Variante del piano per lo Stationsgebied-Nordwest a Groningen
- 1991 Area Garibaldi-repubblica a Milano
- 1992-94 Scuola Carme de Abaixo a Santiago de Compostela
- 1992 Ampliamento della Deutsche Bank a Lipsia
- 1993-2001 Area ABB-Roland Ernst inPotsdamer Platz a Berlino
- 1993 Neues Museum e completamento della Museumsinsel a Berlino
- 1994 Isolato Hypo-Bank a Monaco di Baviera
- 1995 Ampliamento del Kulturgeschichtliches Museum come Felix-Nussbaum-Haus a Osnabrück
- 1995 Ristrutturazione della biblioteca Hertziana nel Palazzo Zuccari a Roma
- 1996 Nuova sede del Wallraf-Richartz-Museum a Colonia
- 1996 Un progetto per Atene
- 1997 Insediamento residenziale a Utrecht
- 1997 Kunsthalle Adolf Würth a Schwäbisch Hall
- 1997 Ricostruzione del castello di Valkof a Nimega
- 1997 Adeguamento del presbiterio della cattedrale di Pisa
- 1999 Edificio pubblico in piazza Garibaldi a Treviglio
- 2000 Chiesa parrocchiale dei Santi Patroni Martiri di Selva Candida a Roma
- 2000 Riabilitazione e completamento del castello di Deutschlandsberg
- 2000 Restituzione e riabilitazione del teatro romano di Brescia
- 2001 Unità residenziale sul Wittenburgervaart ad Amsterdam
- 2004 Nuova sede della cassa di risparmio di Firenze
- 2004 Due case unifamiliari nel quartiere «Am Horn» a Weimar
- 2007 Riqualificazione urbanistica del complesso ospedaliero universitario di Santa Chiara, prospiciente la Piazza dei Miracoli Pisa

## Obra escrita
- La costruzione logica dell'architettura, Marsilio, Padova 1967 (rist. Franco Angeli, Milano 2008)
- Normativa architettonica e regolamenti edilizia, C.L.U.A, Pescara 1975
- L'architettura come mestiere e altri scritti, Franco Angeli, Milano 1980
- Giorgio Grassi e il progetto per la casa dello studente di Chieti, C.L.U.A, Pescara 1980
- Giorgio Grassi. Progetto per il Teatro Romano di Sagunto, C.L.U.A., Pescara 1987
- Architettura lingua morta, Electa, Milano 1988
- Giorgio Grassi. Progetti per la città antica, Federico Motta, Milano 1995
- Antichi maestri, Unicopli, Milano 1999
- Giorgio Grassi. Scritti scelti, Franco Angeli, Milano 2000
- Teatro romano di Brescia. Progetto di restituzione e di riabilitazione, Electa, Milano 2003
- Leon Battista Alberti e l'architettura romana, Franco Angeli, Milano 2006
- Una vita da architetto, Franco Angeli, Milano 2008